# Лука Хајдуковић
 Лука Хајдуковић ( Војвода Степа, 13. јануар 1937 — Нови Сад, 5. октобар 2010) био је српски песник, есејист, историчар књижевности, театролог, преводилац (руски, украјински, словеначки). Живео је и радио у Зрењанину и Новом Саду.

## Детињство и школовање
Лука Хајдуковић је рођен као девето од десеторо деце оца Данета и мајке Евице. Основну школу (четири разреда) похађао је у месту рођења, нижу гимназију (четири разреда) у Српској Црњи, а гимназију у Зрењанину (1952—1956). Студије југословенске књижевности и српскохрватског језика завршио је на Филолошком факултету у Београду, на којем је 1970. год. и магистрирао (теза: Језичко-стилске особине дела Људи говоре Растка Петровића).

## Професионални пут
Радио је у образовању и култури. Десет година је предавао српски језик и књижевност: професор у Гимназији “Коча Коларов” у Зрењанину (1962—1969), асистент на Вишој педагошкој школи у Зрењанину (1969—1970), лектор на Филолошком факултету у Лењинграду - сада Санкт Петербург - (1971—1973). У стручним службама заједнице културе радио је пет година: секретар односно стручни сарадник Општинске заједнице културе, Зрењанин (1970—1971) односно (1973—1975), заменик секретара Самоуправне заједнице културе Војводине (1987—1989). Послове у области позоришта обављао је 24 године: уметнички руководилац Народног позоришта “Тоша Јовановић” у Зрењанину (1975—1979), генерални секретар Стеријиног позорја (1979—1987), директор Позоришног музеја Војводине (1990—2001). Хајдуковић је са Миливојем Радаковићем и Тибором Вајдом основао новосадски Луткарски студио "Анима" (1996), у којем су се до 2000. године образовали кадрови (анимација, режија, креација лутака) за рад у луткарским позориштима. Пензионисао се 2002. године.

## Стваралаштво
Лука Хајдуковић је стваралац широких интересовања: песник, есејист, књижевни рецензент и историчар књижевности, преводилац са руског, украјинског и словеначког језика, театролог; уређивао је и приређивао публикације из књижевности и позоришта. Библиографију његових радова чини преко 120 јединица.
Аутор је књига песама: 
- Неомеђине (1982),
- Падом у светлост (1989),
- Осунчавање вида (2001),
- У празнини дом (сонетни венац, 2006);

Аутор је књиге:
- Странице о позоришту - расправе, огледи, критике, записи (2006).

По његовим драматуршким пројектима Зрењанинско позориште је извело представе: Црвена равница (са Н. Јурином,1976), Градилиште (1977), Кроз поноћ нему (1978. и 1982).
Са руског језика је преводио лирику Пушкина, Јевгенија Винокурова, Андреја Вознесенског и Тамаре Пономарјове. Из руске совјетске драмске књижевности превео је: Пет углова Сергеја Коковкина (извело Ријечко позориште 1985), Насамо са свима Александра Гељмана (извело Зрењанинско позориште 1994), Последњи посетилац Валдлена Дозорцева. Његове преводе избора из руске совјетске и јерменске књижевности за децу обзнанио је часопис Детињство под називом Маштарења (1993) односно Са јерменских ливада (1998). Превео је књигу прозе за децу Сергеја Седова Мале бајке о љубави (1996. и 2003). Објављене су две књиге његових превода из украјинске поезије. Прва, Хучи Дњепар широки (песме Тараса Шевченка, Ивана Франка и Јевгена Малањука, 1999), за коју га је Савез књижевника Украјине почаствовао Међународном наградом "Иван Франко". Друга, избор из песничког опуса Бориса Олијника Над стрехом јаблан (са Ђ. Лаћком, 2003). Са украјинског језика је превео и комедију Карпенка Карог (право име Иван Тобилевич) Мартин Боруља. Са словеначког је превео Прешернов Сонетни венац, који је објављен у књизи Тринаест превода Прешерновог Сонетног венца (2010).
Хајдуковић је приредио следеће књиге: Ближе великом сунцу, избор из опуса Тодора Манојловића (са Т. Савићем, 1968), Књижевна реч у Зрењанину 1944-1984 (са Б. Боботом и М. Ливадом, 1984), Душан Васиљев: Јаук на брегу (избор из лирике, 2000), Стражилово Црњанског - песници (есеји и песме, 2003), Слободан Мандић: Станица поље (избор из прозе, 2003), Флорика Штефан: Луда птица љубави (избор из љубавне лирике, 2005), Тринаест превода Прешерновог Сонетног венца (2010).
Један је од покретача и први главни уредник часописа Улазница (1967). За његово име се везује и покретање односно уређивање континуираног издавања дела савремених зрењанинских писаца (Библиотека "Улазница", 1970). Уређивао је издања Стеријиног позорја Драматуршки списи и Савремена драма, као и едицију Српске читаонице у Иригу Стражилово. Осмислио је и уређивао библиотеку Догласнице коју издаје Алфаграф (2001).